# Сосновоборск (Пензенская область)
Сосновоборск — посёлок городского типа в России, административный центр Сосновоборского района Пензенской области.
Образует муниципальное образование рабочий посёлок Сосновоборск со статусом городского поселения как единственный населённый пункт в его составе.

## География
Посёлок расположен в 147 км к востоку от Пензы на притоке Суры реке Тешнярь. в 18 км к югу от посёлка — железнодорожная станция Куйбышевской железной дороги Сюзюм (линия Пенза — Сызрань).

## История

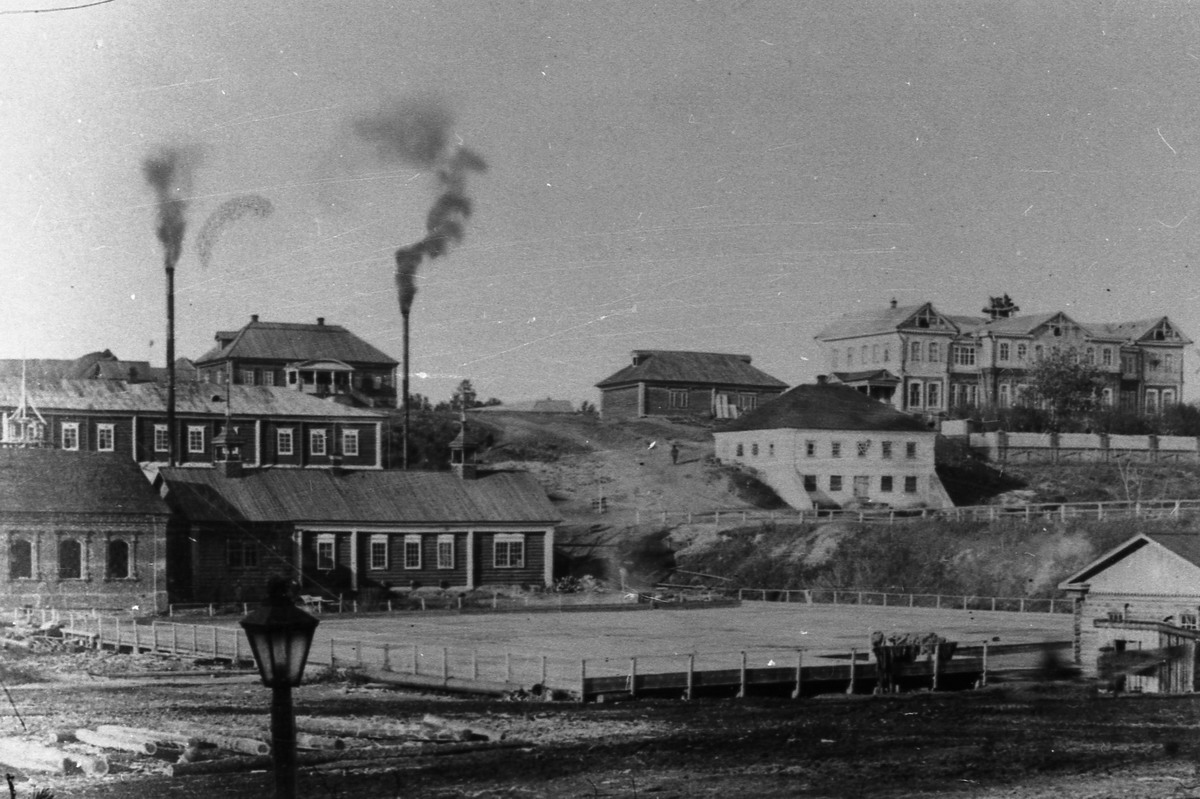
Сосновоборск в 1900 году

Основан не позднее начала XIX века как село Нескучное на реке Алилейке, принадлежащее дворянам Шутовым, Сабуровым и Чимбасовым, и Сурский хутор на Тешняре, возникший в связи с развитием лесообрабатывающей промышленности и сплава леса по р. Суре. В 1839 году майором Я. В. Сабуровым основана суконная фабрика, в 1842 проданная дворянину Михаилу Александровичу Литвинову. Последний перевез в Нескучное оборудование своей фабрики из Инсарского уезда, построил плотину на Алилейке и стал выпускать сукно для армии и железнодорожников. Потребность в шерсти высокого качества требовало развития овцеводства в имении Литвинова. Перед отменой крепостного права село Никольское показано за Михаилом Александровичем Литвиновым, 179 ревизских душ крестьян, 309 ревизских душ дворовых людей, 70 тягол (барщина), у крестьянской общины 35 дворов на 30,75 десятины усадебной земли, 420 дес. пашни, 70 дес. сенокоса, 12 дес. выгона, у помещика 3951 дес. удобной земли, в том числе леса и кустарника 3719,5 дес., сверх того 329,4 дес. неудобной земли (Прил. к Трудам, том 2, Город. у., № 52). После отмены крепостного права с. Александровка (Нескучное) и деревня Новоникольская (Сурский хутор) объединились под общим названием село Литвино, которое вошло в состав Бартеневской волости Городищенского уезда. В 1877 в с. Никольский Сурский хутор (Александровка, Литвино, Нескучное, Шутовка) 62 двора, 449 жителей, церковь, постоялый двор, суконная фабрика. В 1912 — в Бартеневской волости, 109 дворов, одна крестьянская община.
В 1928 году село преобразовано в рабочий посёлок Литвино и стало районным центром Литвиновского района в составе Кузнецкого округа Средне-Волжской области (с 1939 года — в Пензенской области).
В 1939 году кроме суконной фабрики в поселке имелись сапожная и швейная артели, электростанция, средняя школа, больница, 2 библиотеки, дом для приезжих, 80 телефонных абонентов, 265 радиоточек. 
В 1940 году посёлок переименован в Сосновоборск.

## Население
| 1864  | 1877  | 1897  | 1910  | 1926  | 1930  | 1933  |
| ----- | ----- | ----- | ----- | ----- | ----- | ----- |
| 354   | ↗449  | ↗641  | ↗659  | ↗2534 | ↗2872 | ↗3300 |
| 1939  | 1946  | 1959  | 1970  | 1979  | 1989  | 1992  |
| ↗4053 | ↘3740 | ↗5820 | ↗7521 | ↗7624 | ↗8087 | ↗8915 |
| 1998  | 2002  | 2005  | 2006  | 2009  | 2010  | 2011  |
| ↘8200 | ↘7397 | ↗7400 | ↘6981 | ↘6697 | ↘6546 | ↘6535 |
| 2012  | 2013  | 2014  | 2015  | 2016  | 2017  | 2018  |
| ↘6491 | ↘6317 | ↗6349 | ↘6290 | ↘6177 | ↘6084 | ↘5993 |
| 2020  | 2021  |       |       |       |       |       |
| ↘5849 | ↘5845 |       |       |       |       |       |

## Современное состояние

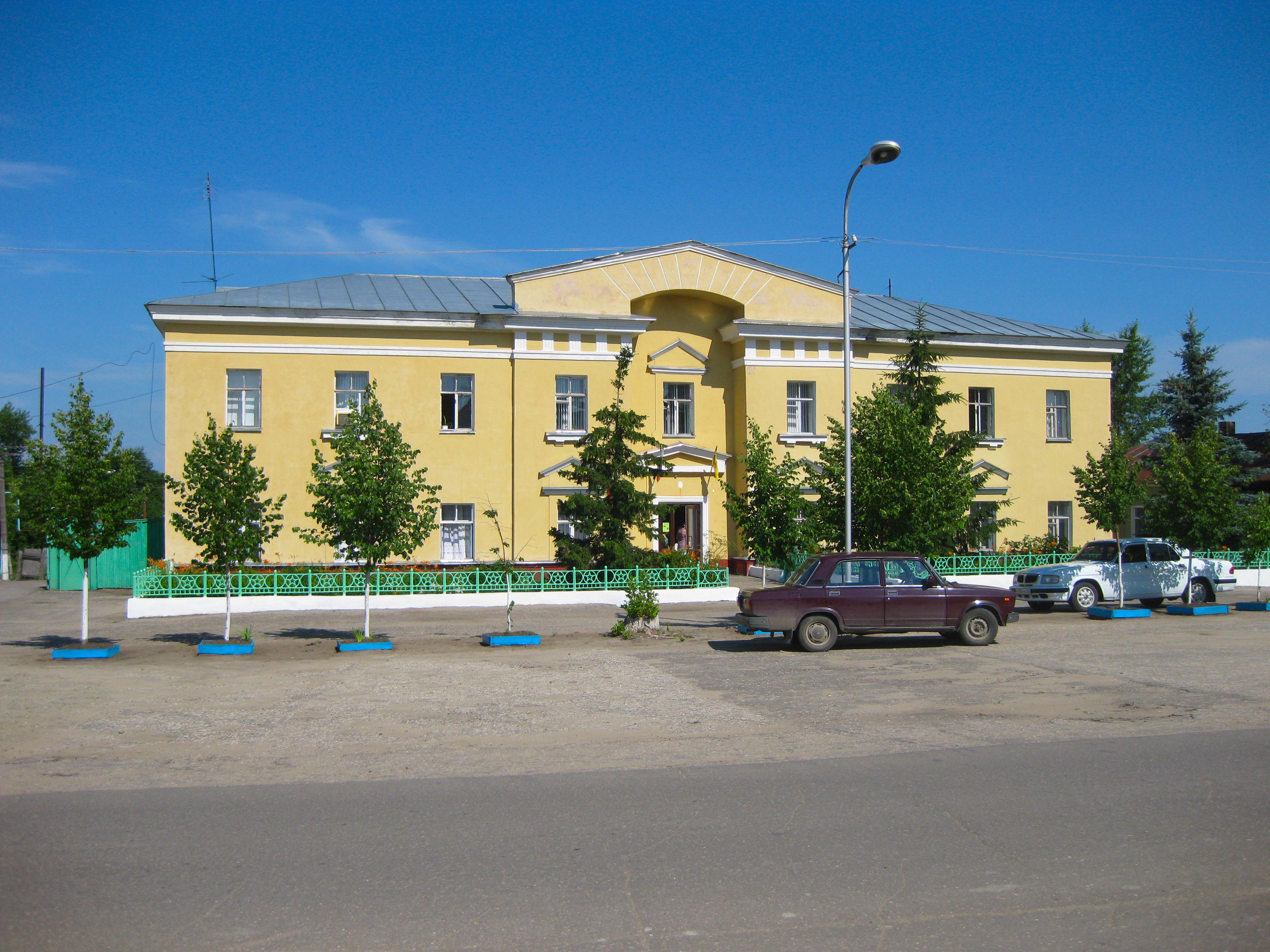
Здание администрации посёлка

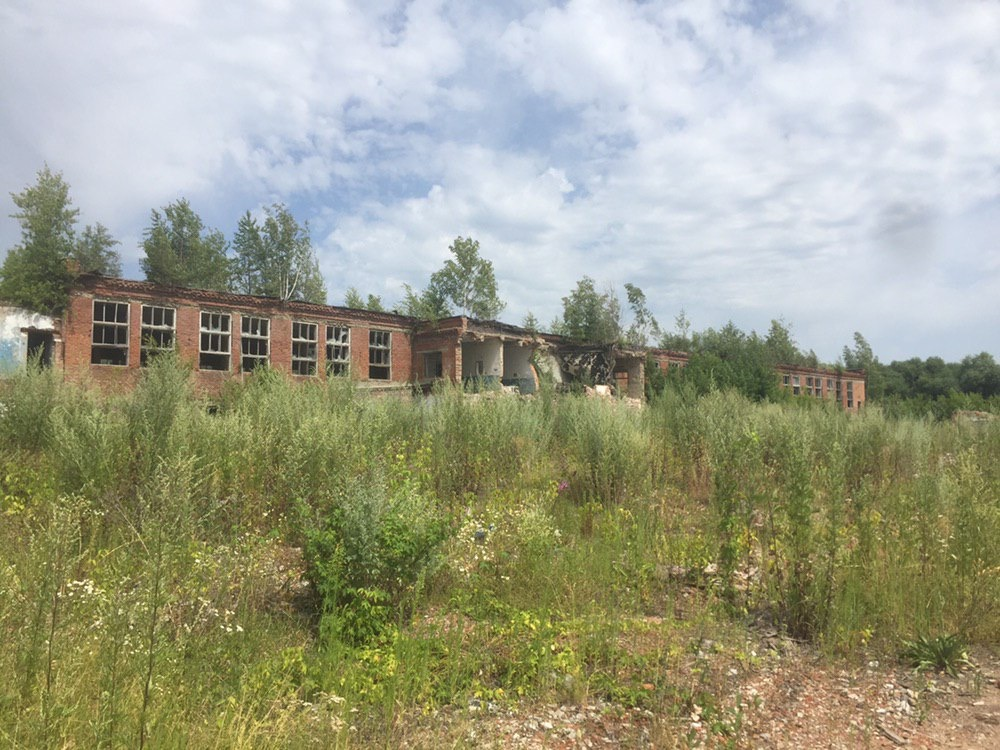
Здание бывшей фабрики «Творец рабочий», 2020 год

В современной планировке Сосновоборска основными транспортно-планировочными элементами остаются улицы Ленина и Калинина, исторически связывавшие жилые кварталы с промышленными объектами. В населённом пункте сформированы две ключевые площади — площадь общественного центра на улице Ленина и Торговая площадь, расположенная у въезда с автодороги Пенза — Сосновоборск. Архитектурная среда характеризуется контрастным сочетанием фабричных комплексов с прудами и усадебной малоэтажной застройки, окружённой живописными лесными массивами.
В посёлке сохранились, но в настоящее время не используются здания бывшей фабрики «Творец рабочий» (основана в 1839 году), кинотеатра «Звезда» на площади Ленина, маслодельного завода, а также строения лесокомбината и промкомбината. Большинство строительных, дорожных и транспортных предприятий прекратили свою деятельность; продолжают функционировать коммунальные службы, торгово-закупочные организации, узел связи и отделения банков.
С 1935 года и по настоящее время в Сосновоборске издаётся районная газета «Трудовой путь».
В посёлке действуют районная больница, поликлиника, два фельдшерско-акушерских пункта, пожарная часть, два дома культуры — Кададинский и «Текстильщик», спортивный комплекс, библиотека, отдел ЗАГС, здание суда, краеведческий музей, два почтовых отделения, две средние школы, музыкальная школа, православный храм, центр детского и юношеского творчества, два детских сада, сквер и стадион.
С 1970 года в Сосновоборске функционирует лесной техникум, преобразованный в 2000-х годах в колледж. В настоящее время это Пензенский лесной колледж, где на дневной форме обучаются 380 человек, на заочной — 120. Колледж готовит специалистов по направлениям «техник-лесовод» и «экономист». Кроме того, в посёлке работает Техническое училище № 36, осуществляющее подготовку кадров для местных предприятий.
На территории посёлка установлен памятник землякам, погибшим в годы Великой Отечественной войны. К памятникам архитектуры относятся комплекс зданий суконной фабрики середины XIX века (в настоящее время находящийся в стадии демонтажа), а также два жилых дома того же периода.

## Достопримечательности
- Суконная фабрика «Творец рабочий» — бывшее предприятие по производству сукна. Основана в 1839 году, в конце 1990-х заброшена и огорожена, затем частично разрушена. В настоящее время сохранились лишь незначительные руины.
- Дендрологический парк Пензенского лесного колледжа, заложенный в 1984 году, насчитывает более 130 видов деревьев и кустарников[24].
- Сквер, посвящённый 80-летию образования Сосновоборского района.
- Сосновоборский районный краеведческий музей.
- Родники «Часовня», «Максимкин» и «Дедушкин».

## СМИ
Печатные издания
- Районная газета «Трудовой путь» — основное печатное издание района, выходит с 1935 года. Освещает социально-политическую, экономическую и культурную жизнь района и посёлка Сосновоборск.[22]

Связь
Услуги телефонной связи и доступ к сети интернет представлены ПАО «Ростелеком»; сотовая связь представлена операторами: МегаФон, Билайн, МТС, t2, Yota.
Приём цифрового ТВ и радиостанций осуществляется с Благодатской РТПС.

## Известные люди
- Елахов Николай Андреевич — заслуженный тренер России по биатлону, тренер олимпийского чемпиона Александра Елизарова.

В поселке работали Герои Советского Союза Д. А. Герасимов и Г. Г. Куракин, Герой Социалистического Труда Н. Д. Максимов.